# 12. etape af Vuelta a España 2021
12. etape af Vuelta a España 2021 var en 166,7 km lang kuperet etape, som kørtes den 26. august 2021 med start i Jaén og mål i Córdoba.

## Resultater

### Etaperesultat
| \| Etaperesultat \| Etaperesultat \| Etaperesultat \| Etaperesultat \| Etaperesultat \| \| Rytter \| Rytter \| Hold \| Tid \| \| \| ------------- \| ------------------- \| --------------------- \| ------------- \| ------------- \| \| 1. \| Magnus Cort \| EF Education-Nippo \| 3t 44' 21" \| \| \| 2. \| Andrea Bagioli \| Deceuninck-Quick Step \| + 0" \| \| \| 3. \| Michael Matthews \| BikeExchange \| + 0" \| \| \| 4. \| Matteo Trentin \| UAE Team Emirates \| + 0" \| \| \| 5. \| Andreas Kron \| Lotto-Soudal \| + 0" \| \| \| 6. \| Felix Großschartner \| Bora-Hansgrohe \| + 0" \| \| \| 7. \| Antonio Jesús Soto \| Euskaltel-Euskadi \| + 0" \| \| \| 8. \| Anthony Roux \| Groupama-FDJ \| + 0" \| \| \| 9. \| Gianluca Brambilla \| Trek-Segafredo \| + 0" \| \| \| 10. \| Martijn Tusveld \| Team DSM \| + 0" \| \| |                     |                       |            |
| |                     |                       |            |
| Kilde: ProCyclingStats |                     |                       |            |
| Etaperesultat |                     |                       |            |
| Rytter | Rytter              | Hold                  | Tid        |
| 1. | Magnus Cort         | EF Education-Nippo    | 3t 44' 21" |
| 2. | Andrea Bagioli      | Deceuninck-Quick Step | + 0"       |
| 3. | Michael Matthews    | BikeExchange          | + 0"       |
| 4. | Matteo Trentin      | UAE Team Emirates     | + 0"       |
| 5. | Andreas Kron        | Lotto-Soudal          | + 0"       |
| 6. | Felix Großschartner | Bora-Hansgrohe        | + 0"       |
| 7. | Antonio Jesús Soto  | Euskaltel-Euskadi     | + 0"       |
| 8. | Anthony Roux        | Groupama-FDJ          | + 0"       |
| 9. | Gianluca Brambilla  | Trek-Segafredo        | + 0"       |
| 10. | Martijn Tusveld     | Team DSM              | + 0"       |

### Klassement efter etapen
| \| Samlede stilling \| Samlede stilling \| Samlede stilling \| Samlede stilling \| Samlede stilling \| \| Rytter \| Rytter \| Hold \| Tid \| \| \| ---------------- \| -------------------- \| ---------------------------------- \| ---------------- \| ---------------- \| \| 1. \| Odd Christian Eiking \| Intermarché-Wanty-Gobert Matériaux \| 45t 33' 18" \| \| \| 2. \| Guillaume Martin \| Cofidis \| + 58" \| \| \| 3. \| Primož Roglič \| Jumbo-Visma \| + 1' 56" \| \| \| 4. \| Enric Mas \| Movistar Team \| + 2' 31" \| \| \| 5. \| Miguel Ángel López \| Movistar Team \| + 3' 28" \| \| \| 6. \| Jack Haig \| Bahrain Victorious \| + 3' 55" \| \| \| 7. \| Egan Bernal \| Ineos Grenadiers \| + 4' 46" \| \| \| 8. \| Adam Yates \| Ineos Grenadiers \| + 4' 57" \| \| \| 9. \| Sepp Kuss \| Jumbo-Visma \| + 5' 03" \| \| \| 10. \| Felix Großschartner \| Bora-Hansgrohe \| + 5' 38" \| \| |                      |                                    |             |
| |                      |                                    |             |
| Kilde: ProCyclingStats |                      |                                    |             |
| Samlede stilling |                      |                                    |             |
| Rytter | Rytter               | Hold                               | Tid         |
| 1. | Odd Christian Eiking | Intermarché-Wanty-Gobert Matériaux | 45t 33' 18" |
| 2. | Guillaume Martin     | Cofidis                            | + 58"       |
| 3. | Primož Roglič        | Jumbo-Visma                        | + 1' 56"    |
| 4. | Enric Mas            | Movistar Team                      | + 2' 31"    |
| 5. | Miguel Ángel López   | Movistar Team                      | + 3' 28"    |
| 6. | Jack Haig            | Bahrain Victorious                 | + 3' 55"    |
| 7. | Egan Bernal          | Ineos Grenadiers                   | + 4' 46"    |
| 8. | Adam Yates           | Ineos Grenadiers                   | + 4' 57"    |
| 9. | Sepp Kuss            | Jumbo-Visma                        | + 5' 03"    |
| 10. | Felix Großschartner  | Bora-Hansgrohe                     | + 5' 38"    |

| Pointkonkurrence | Pointkonkurrence | Pointkonkurrence      | Pointkonkurrence | Pointkonkurrence |
| Rytter           | Rytter           | Hold                  | Point            |                  |
| ---------------- | ---------------- | --------------------- | ---------------- | ---------------- |
| 1.               | Fabio Jakobsen   | Deceuninck-Quick Step | 180 point        |                  |
| 2.               | Magnus Cort      | EF Education-Nippo    | 114 point        |                  |
| 3.               | Primož Roglič    | Jumbo-Visma           | 106 point        |                  |
| 4.               | Michael Matthews | BikeExchange          | 92 point         |                  |
| 5.               | Arnaud Démare    | Groupama-FDJ          | 74 point         |                  |
| 6.               | Matteo Trentin   | UAE Team Emirates     | 73 point         |                  |
| 7.               | Alberto Dainese  | Team DSM              | 73 point         |                  |
| 8.               | Enric Mas        | Movistar Team         | 69 point         |                  |
| 9.               | Andrea Bagioli   | Deceuninck-Quick Step | 69 point         |                  |
| 10.              | Lilian Calmejane | AG2R Citroën Team     | 59 point         |                  |

| Pointkonkurrence | Pointkonkurrence | Pointkonkurrence      | Pointkonkurrence | Pointkonkurrence |
| Rytter           | Rytter           | Hold                  | Point            |                  |
| ---------------- | ---------------- | --------------------- | ---------------- | ---------------- |
| 1.               | Fabio Jakobsen   | Deceuninck-Quick Step | 180 point        |                  |
| 2.               | Magnus Cort      | EF Education-Nippo    | 114 point        |                  |
| 3.               | Primož Roglič    | Jumbo-Visma           | 106 point        |                  |
| 4.               | Michael Matthews | BikeExchange          | 92 point         |                  |
| 5.               | Arnaud Démare    | Groupama-FDJ          | 74 point         |                  |
| 6.               | Matteo Trentin   | UAE Team Emirates     | 73 point         |                  |
| 7.               | Alberto Dainese  | Team DSM              | 73 point         |                  |
| 8.               | Enric Mas        | Movistar Team         | 69 point         |                  |
| 9.               | Andrea Bagioli   | Deceuninck-Quick Step | 69 point         |                  |
| 10.              | Lilian Calmejane | AG2R Citroën Team     | 59 point         |                  |

| Bjergkonkurrence | Bjergkonkurrence | Bjergkonkurrence                   | Bjergkonkurrence | Bjergkonkurrence |
| Rytter           | Rytter           | Hold                               | Point            |                  |
| ---------------- | ---------------- | ---------------------------------- | ---------------- | ---------------- |
| 1.               | Damiano Caruso   | Bahrain Victorious                 | 31 point         |                  |
| 2.               | Romain Bardet    | Team DSM                           | 27 point         |                  |
| 3.               | Michael Storer   | Team DSM                           | 17 point         |                  |
| 4.               | Pavel Sivakov    | Ineos Grenadiers                   | 16 point         |                  |
| 5.               | Jack Haig        | Bahrain Victorious                 | 15 point         |                  |
| 6.               | Primož Roglič    | Jumbo-Visma                        | 12 point         |                  |
| 7.               | Kenny Elissonde  | Trek-Segafredo                     | 11 point         |                  |
| 8.               | Rein Taaramäe    | Intermarché-Wanty-Gobert Matériaux | 10 point         |                  |
| 9.               | Sepp Kuss        | Jumbo-Visma                        | 9 point          |                  |
| 10.              | Magnus Cort      | EF Education-Nippo                 | 8 point          |                  |

| Bjergkonkurrence | Bjergkonkurrence | Bjergkonkurrence                   | Bjergkonkurrence | Bjergkonkurrence |
| Rytter           | Rytter           | Hold                               | Point            |                  |
| ---------------- | ---------------- | ---------------------------------- | ---------------- | ---------------- |
| 1.               | Damiano Caruso   | Bahrain Victorious                 | 31 point         |                  |
| 2.               | Romain Bardet    | Team DSM                           | 27 point         |                  |
| 3.               | Michael Storer   | Team DSM                           | 17 point         |                  |
| 4.               | Pavel Sivakov    | Ineos Grenadiers                   | 16 point         |                  |
| 5.               | Jack Haig        | Bahrain Victorious                 | 15 point         |                  |
| 6.               | Primož Roglič    | Jumbo-Visma                        | 12 point         |                  |
| 7.               | Kenny Elissonde  | Trek-Segafredo                     | 11 point         |                  |
| 8.               | Rein Taaramäe    | Intermarché-Wanty-Gobert Matériaux | 10 point         |                  |
| 9.               | Sepp Kuss        | Jumbo-Visma                        | 9 point          |                  |
| 10.              | Magnus Cort      | EF Education-Nippo                 | 8 point          |                  |

| Ungdomskonkurrence | Ungdomskonkurrence       | Ungdomskonkurrence     | Ungdomskonkurrence | Ungdomskonkurrence |
| Rytter             | Rytter                   | Hold                   | Tid                |                    |
| ------------------ | ------------------------ | ---------------------- | ------------------ | ------------------ |
| 1.                 | Egan Bernal              | Ineos Grenadiers       | 45t 38' 04"        |                    |
| 2.                 | Aleksandr Vlasov         | Astana-Premier Tech    | + 1' 22"           |                    |
| 3.                 | Gino Mäder               | Bahrain Victorious     | + 2' 08"           |                    |
| 4.                 | Juan Pedro López         | Trek-Segafredo         | + 4' 49"           |                    |
| 5.                 | Rémy Rochas              | Cofidis                | + 17' 12"          |                    |
| 6.                 | Steff Cras               | Lotto-Soudal           | + 32' 52"          |                    |
| 7.                 | Clément Champoussin      | AG2R Citroën Team      | + 39' 59"          |                    |
| 8.                 | Jefferson Alveiro Cepeda | Caja Rural-Seguros RGA | + 42' 08"          |                    |
| 9.                 | Michael Storer           | Team DSM               | + 53' 28"          |                    |
| 10.                | Gotzon Martín            | Euskaltel-Euskadi      | + 54' 56"          |                    |

| Ungdomskonkurrence | Ungdomskonkurrence       | Ungdomskonkurrence     | Ungdomskonkurrence | Ungdomskonkurrence |
| Rytter             | Rytter                   | Hold                   | Tid                |                    |
| ------------------ | ------------------------ | ---------------------- | ------------------ | ------------------ |
| 1.                 | Egan Bernal              | Ineos Grenadiers       | 45t 38' 04"        |                    |
| 2.                 | Aleksandr Vlasov         | Astana-Premier Tech    | + 1' 22"           |                    |
| 3.                 | Gino Mäder               | Bahrain Victorious     | + 2' 08"           |                    |
| 4.                 | Juan Pedro López         | Trek-Segafredo         | + 4' 49"           |                    |
| 5.                 | Rémy Rochas              | Cofidis                | + 17' 12"          |                    |
| 6.                 | Steff Cras               | Lotto-Soudal           | + 32' 52"          |                    |
| 7.                 | Clément Champoussin      | AG2R Citroën Team      | + 39' 59"          |                    |
| 8.                 | Jefferson Alveiro Cepeda | Caja Rural-Seguros RGA | + 42' 08"          |                    |
| 9.                 | Michael Storer           | Team DSM               | + 53' 28"          |                    |
| 10.                | Gotzon Martín            | Euskaltel-Euskadi      | + 54' 56"          |                    |

| Holdkonkurrence | Holdkonkurrence                    | Holdkonkurrence | Holdkonkurrence |
| Hold            | Hold                               | Tid             |                 |
| --------------- | ---------------------------------- | --------------- | --------------- |
| 1.              | Ineos Grenadiers                   | 136t 47' 27"    |                 |
| 2.              | UAE Team Emirates                  | + 3' 15"        |                 |
| 3.              | Movistar Team                      | + 5' 19"        |                 |
| 4.              | Bahrain Victorious                 | + 5' 58"        |                 |
| 5.              | Jumbo-Visma                        | + 10' 44"       |                 |
| 6.              | Trek-Segafredo                     | + 20' 46"       |                 |
| 7.              | Intermarché-Wanty-Gobert Matériaux | + 31' 46"       |                 |
| 8.              | Astana-Premier Tech                | + 36' 44"       |                 |
| 9.              | AG2R Citroën Team                  | + 56' 39"       |                 |
| 10.             | Cofidis                            | + 58' 28"       |                 |

| Holdkonkurrence | Holdkonkurrence                    | Holdkonkurrence | Holdkonkurrence |
| Hold            | Hold                               | Tid             |                 |
| --------------- | ---------------------------------- | --------------- | --------------- |
| 1.              | Ineos Grenadiers                   | 136t 47' 27"    |                 |
| 2.              | UAE Team Emirates                  | + 3' 15"        |                 |
| 3.              | Movistar Team                      | + 5' 19"        |                 |
| 4.              | Bahrain Victorious                 | + 5' 58"        |                 |
| 5.              | Jumbo-Visma                        | + 10' 44"       |                 |
| 6.              | Trek-Segafredo                     | + 20' 46"       |                 |
| 7.              | Intermarché-Wanty-Gobert Matériaux | + 31' 46"       |                 |
| 8.              | Astana-Premier Tech                | + 36' 44"       |                 |
| 9.              | AG2R Citroën Team                  | + 56' 39"       |                 |
| 10.             | Cofidis                            | + 58' 28"       |                 |